# Fabrice Guy
Fabrice Guy, född 30 december 1968 i Pontarlier, Doubs, är en fransk tidigare nordisk kombinationsutövare som tävlade under 1990-talet. Vid olympiska vinterspelen 1992 i Albertville vann han guld på 15 kilometer individuellt, dessutom ingick han i det franska lag som tog brons på 4 x 5 kilometer lag olympiska vinterspelen 1998 i Nagano. Vid världsmästerskap ingick han i det franska lag som tog silver 1991 i Val di Fiemme samt tog individuellt brons på 15 kilometer i Trondheim 1997.
Fabrice Guy vann också tävlingen i nordisk kombination i Holmenkollen skifestival 1992.